# Rosa abrica
Rosa abrica es una especie de planta del género Rosa, de la familia Rosaceae.

## Taxonomía
Rosa abrica fue descrita por Khat. y Koobaz en 2011.

## Distribución
Se encuentra en el territorio de Irán.